# Печерская синагога
Печерская синагога — не существующая ныне синагога в Киеве, которая была расположена на нынешней Печерской площади. Сооружения находились на восточной стороне современной Печерской площади, между нынешними улицами Копыленко и Панаса Мирного.

## История
Проект деревянной синагоги в Печерске был разработан в 1808 году городским архитектором Андреем Меленским. 15 июня 1808 года проект утвердил губернатор Панкратьев. Вскоре здание было возведено.
Это было деревянное одноэтажное, прямоугольное в плане сооружение (размером 23х12 м). Среднюю часть украшала колоннада с портиком.
В начале 1820-х годов рядом построили зимнюю («тёплую») синагогу. Однако уже в 1827 году царь Николай I издал приказ о запрете селиться евреям в Киеве. Сооружения обветшали и в 1829 году сгорели.